# Bundesstraße 113
Die Bundesstraße 113 (Abkürzung: B 113) ist eine 34 km lange Bundesstraße im Nordosten Deutschlands und verbindet die Bundesländer Brandenburg und Mecklenburg-Vorpommern.
Sie beginnt beim Grenzübergang Linken (Ortsteil der Gemeinde Ramin) an der B 104 und endet am Grenzübergang Mescherin/Gryfino über der Oder. Bei Penkun kreuzt sie die Anschlussstelle Penkun der Bundesautobahn 11. In Tantow befindet sich der deutsche Grenzbahnhof der Bahnlinie Berlin – Stettin. Genau zwischen Tantow und Mescherin kreuzt sie die Bundesstraße 2. Die Märkische Eiszeitstraße, die ab Penkun die B 113 entlangführt, führt weiter auf der B 2 nach Schwedt/Oder.

## Geschichte
Die ursprüngliche Fernverkehrsstraße 113 (FVS 113), im Jahre 1934 in Reichsstraße 113 (R 113) umbenannt, zweigte bei Soldin von der Fernverkehrs- bzw. Reichsstraße 112 ab und führte entlang der damaligen deutsch-polnischen Grenze über Landsberg an der Warthe, Schwerin an der Warthe, Meseritz, Schwiebus und Züllichau nach Grünberg, wo sie in die Reichsstraße 5 nach Breslau einmündete.
Die Streckenführung der Reichsstraße 113 wurde Mitte der 1930er Jahre gegenüber derjenigen der Fernverkehrsstraße 5 erweitert. Der damals neu angehängte Streckenteil bis Linken folgt einer aufgestuften, bereits vor 1932 existierenden Nebenstraße. Sein heute noch zu Deutschland gehörender Abschnitt von Linken bis Mescherin bildete nach dem Zweiten Weltkrieg die Fernverkehrsstraße 113 (F 113), seit 1990 Bundesstraße 113. Die B 113 verläuft im Wesentlichen parallel zur deutsch-polnischen Grenze.